# Gil Vicente Futebol Clube
El Gil Vicente Futebol Clube és un club de futbol portuguès de la ciutat de Barcelos. El seu nom fa referència al dramaturg Gil Vicente.

## Història
El club va ser fundat el 3 de maig de 1924, després de la creació d'altres clubs a la ciutat com Barcelos Sporting Club i União Football Club Barcelense. El primer nom del club fou Gil Vicente Football Barcelense. Va jugar a l'estadi Adelino Ribeiro Novo fins al 2003-04 i des d'aleshores a l'Estádio Cidade de Barcelos. Ha estat campió de segona divisió en dues ocasions.

## Palmarès
- Segona divisió portuguesa de futbol: 
  - 1998-99, 2010-11